# 播磨平原
播磨平原（日语：／）是位於日本近畿地方兵庫縣西部的一個平原，亦稱為姬路平原（日语：／）或播州平原（日语：／）。南鄰瀨戶內海中的播磨灘，並有加古川、市川、夢前川、揖保川等河流貫穿。平原東部是被稱為印南野（いなみの）台地的河階地形，其上有許多蓄水池。
播磨平原東西長約55（34英里），南北寬約10（6.2英里），是旧播磨国的中心地帶。由於氣候溫暖、土地肥沃、日照充足，自古便以盛產稻米聞名。而西部的龍野市周邊地區則盛產小麥，作為當地名產醬油與素麵的原料。現在平原上坐落有姬路市、加古川市和高砂市等城市。山陽本線、山陽新幹線以及國道2號等西日本交通幹道亦都經過此地。